# Вирівнювання даних
Вирівнювання даних — це метод розміщення даних в оперативній пам'яті особливим чином для прискорення доступу до них.

## Причини
Одиниця, яку використовують процесори при роботі з пам'яттю називається машинним словом. Слово може мати різний розмір, але зазвичай воно складається з декількох байтів (а байт є одиницею, яку використовують при адресації).
Майже всюди, машинне слово дорівнює {\displaystyle 2^{k}} байтам, тобто складається з одного, двох, чотирьох, і т. д. байтів.
Вирівнювання полягає у тому, що адреса початку машинного слова повинна бути кратна розміру слова.
В наведеному прикладі (таблиця праворуч) машинне слово має розмір 4 байта. Зеленим помічене слово, що починається з адреси 4, тобто слово є вирівняним. Червоним помічене слово, що починається з адреси 9, яка не кратна розміру слова, тому це слово вважається не вирівняним.